# Margrit Kennedy
Margrit Kennedy (Chemnitz, Alemanya, 21 de novembre de 1939−Steyerberg, 28 de desembre de 2013) va ser una arquitecta i escriptora alemanya de tendència ecologista i anticapitalista. Es considerava una partidària de la lliure economia.
Es va formar professionalment com a arquitecta en Darmstadt i va treballar com a planificadora urbana i ecologista a Alemanya, Nigèria, Escòcia i Estats Units. Es va doctorar sobre assumptes públics i internacionals en Pittsburgh, Pennsylvania. Del 1972 al 1979 va dirigir projectes de recerca relatius al tema "escoles com a centres comunitaris" per a l'Institut de Construcció d'Escoles dels Länder (Berlín), per l'OECD i per a la UNESCO en quinze països d'Europa, Amèrica del Nord i Sud-amèrica. Del 1979 al 1984 va dirigir l'àrea de recerca d'ecologia i energia i projectes feministes en l'àmbit de l'Exposició Internacional de la Construcció a Berlín de 1987. En els anys següents va ser catedràtica visitant d'ecologia urbana a la Universitat Kassel. En 1991 va ser nomenada catedràtica de la Facultat d'Arquitectura de la Universitat de Hannover, on va dirigir fins a 2002 el departament d'Ampliació tècnica i construcció economizadora de recursos. El seu treball en projectes ecològics "la va portar a comprendre que l'aplicació generalitzada de principis ecològics es veu obstaculitzada per una fallada fonamental en el sistema dinerari". Des dels anys 1980 va treballar en el desenvolupament de sistemes dineraris alternatius, publicant articles i llibres i donant entrevistes i conferències sobre temes monetaris.
Al costat d'un grup de persones compromeses, Margrit Kennedy va muntar una xarxa per a la realització de Monedes Complementàries regionals. També va participar activament en la planificació i construcció de Lebensgarten, un projecte pilot ecològic de 150 habitants en la localitat alemanya de Steyerberg. Va fundar al costat d'altres persones a la fi de 2011 la iniciativa "Occupy Money".

## Obres
- Kennedy, Margrit. UNESCO. Edificios y locales para uso escolar y comunitario: cinco estudios monográficos, 1978. ISBN 92-3-301441-x. Arxivat 2012-05-15 a Wayback Machine.
- Alexander, Christopher; Bell, J. E.; Berman, E.; Doxiadis, C.A.. La ciudad interior.  Barcelona: Editorial Gustavo Gili S.A., 1978. ISBN 84-252-0740-1. Arxivat 2014-07-15 a Wayback Machine.
- Kennedy, Margrit. Miguel Lambré y Helga Heineken. Dinero sin inflación ni tasas de interés.  Buenos Aires: Editorial Vitae, 1998. ISBN 50-9681-69-5. Arxivat 2012-05-09 a Wayback Machine.

- Litaer, Bernard; Kennedy, Margrit. Monedas regionales.  Espanya: La Hidra de Lerna Ediciones, 2010. ISBN 978-84-613-8599-7. Arxivat 2014-07-15 a Wayback Machine.